# Alcathoos fils de Pélops
Pour les articles homonymes, voir Alcathoos.
 (mai 2008).
Si vous disposez d'ouvrages ou d'articles de référence ou si vous connaissez des sites web de qualité traitant du thème abordé ici, merci de compléter l'article en donnant les références utiles à sa vérifiabilité et en les liant à la section « Notes et références ».
Dans la mythologie grecque, Alcathoos (en grec ancien Ἀλκάθοος / Alkáthoos) est le roi de Mégare. Il est le fils de Pélops et Hippodamie, époux d'Évechmé, dont il a deux fils, Ischépolis et Callipolis, et plusieurs filles, dont Péribée, femme de Télamon. Il décidera de la reconstruction des murs de Mégare après la leur destruction par Minos durant l'attaque contre le roi Nisos. Il tua l'un de ses frères, Chrysippe, et Callipolis. 